# Manor Studio

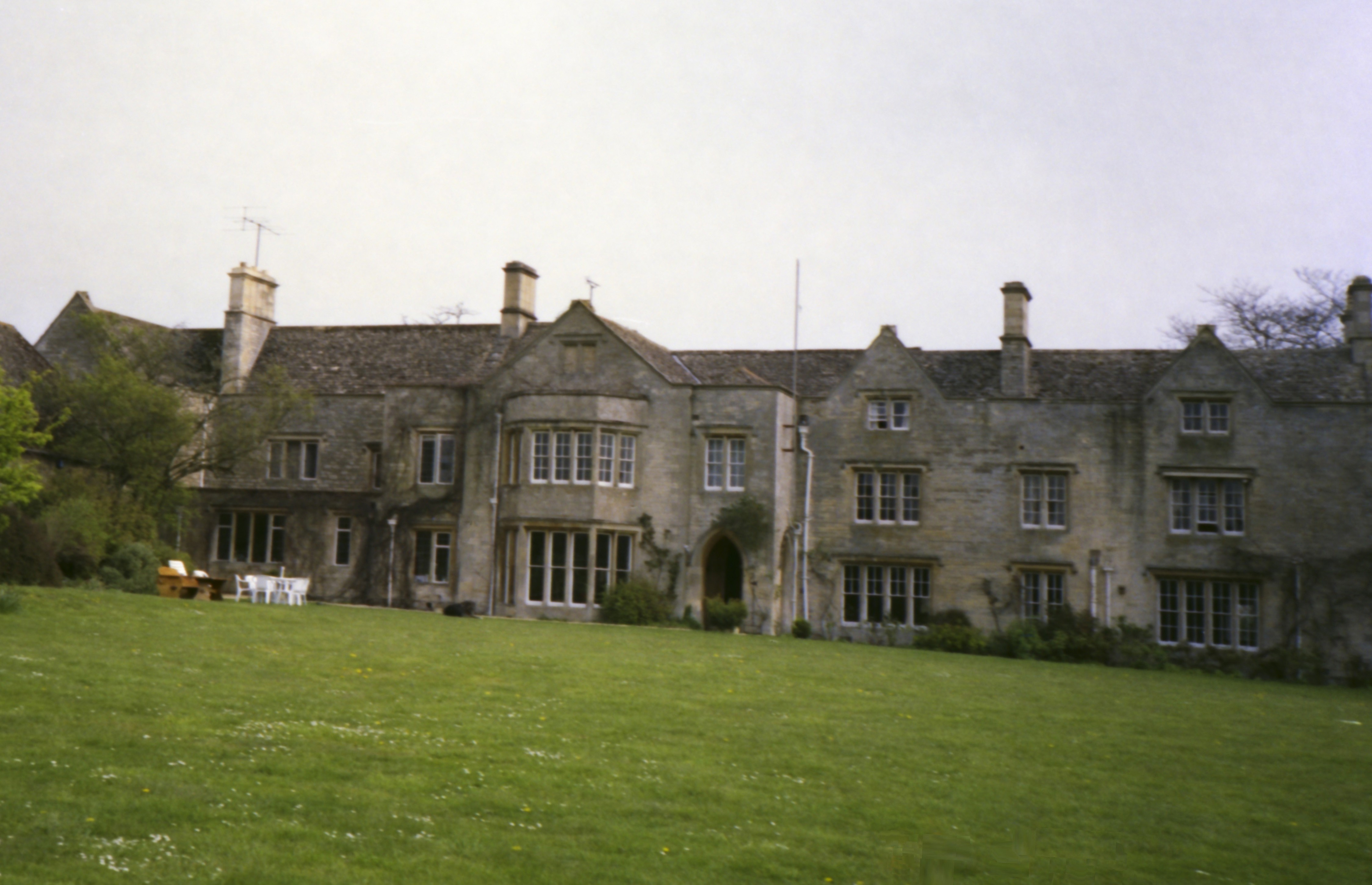
Das Gutshaus Manor House

Das Manor Studio (auch The Manor) war ein Aufnahme-Studio im gleichnamigen Gutshaus Manor House in Shipton-on-Cherwell, Oxfordshire, England, nördlich von Oxford gelegen. Es war das erste Aufnahme-Wohnatelier in Großbritannien. Das Konzept wurde 1969 von dem französischen Musiker Michel Magne im Château d’Hérouville auf den Weg gebracht.
Das Manor House gehörte Richard Branson und wurde von Virgin Records als Tonstudio genutzt, wobei auch Künstler anderer Labels im Manor arbeiteten. Dieses war technisch überdurchschnittlich gut ausgestattet. Neben 4- und 8-Spur-Bandmaschinen waren ein 16-Spur-Gerät und verschiedene weitere Geräte zur Audiobearbeitung verfügbar. Die Musiker schätzten außerdem die ländliche Abgeschiedenheit und Ruhe, die im Mietpreis inbegriffene Verpflegung und die durchgehenden Nutzungszeiten des Hauses.

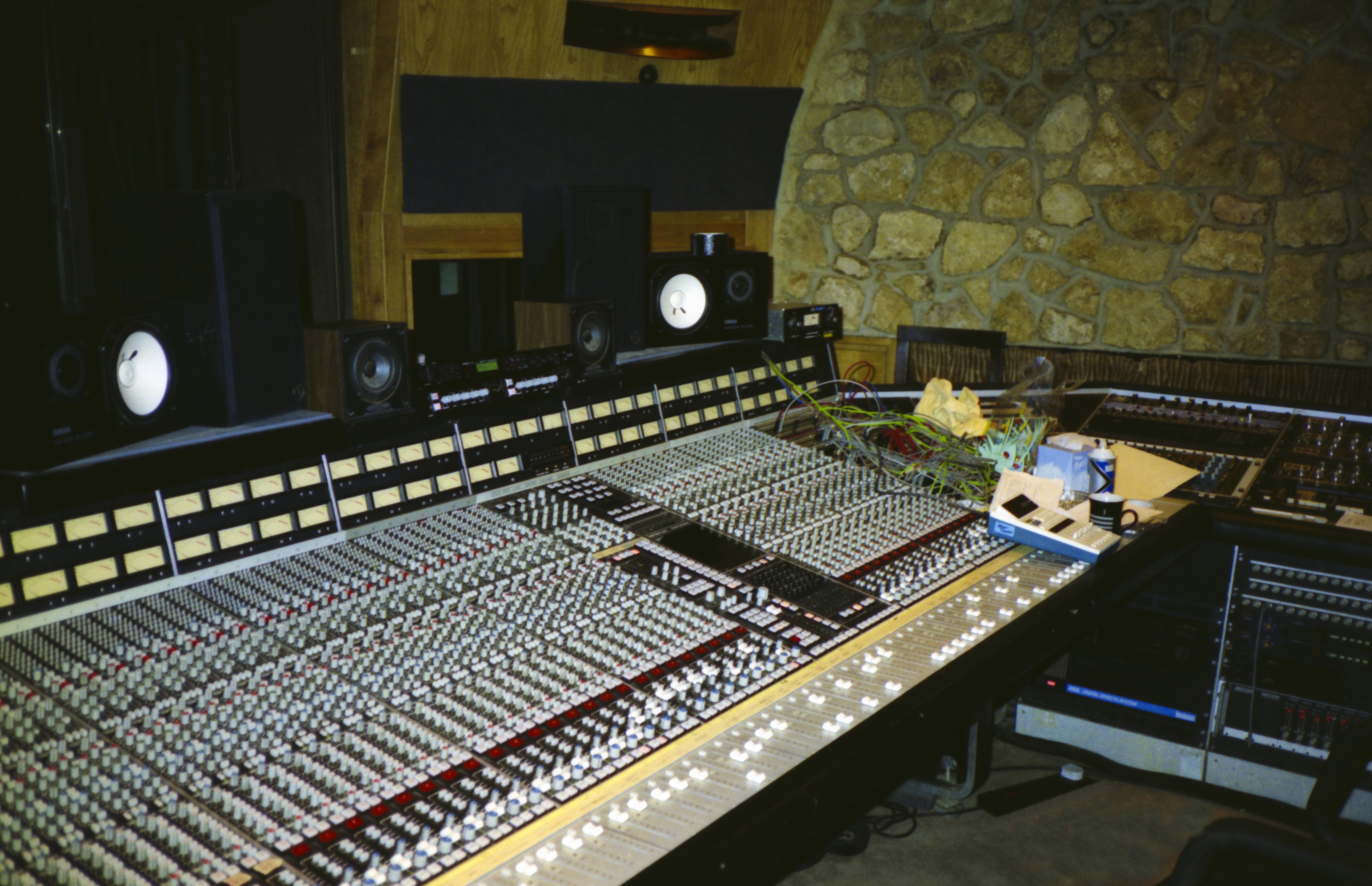
Aufnahmekonsole

Zu den hier aufgenommenen Alben gehört das berühmte Tubular Bells von Mike Oldfield, das in den Jahren 1972 bis 1973 von Tom Newman im Manor House produziert wurde. Unmittelbar im Anschluss war die Bonzo Dog Band in den Studios vertreten, was aus der vorangegangenen Vocal-Performance von Vivian Stanshall auf Tubular Bells resultierte. Sandy Denny begann hier die Arbeiten an ihrem zweiten Soloalbum Sandy im März 1972.
Im April 1995, nach der Übernahme von Virgin Records durch EMI, wurde das Manor Studio geschlossen. Es ist seitdem der Landsitz der Marquess of Headfort.
2010 vermeldete der New Musical Express, dass The Manor für 5,75 Millionen Pfund zum Verkauf stehe.

## Alben aus dem Manor Studio
- Let’s Make Up and Be Friendly (1971–1972) – The Bonzo Dog Band November 1971
- Rock On (The Bunch album) (Dezember 1971) – The Bunch featuring Sandy Denny, Richard Thompson, Trevor Lucas und andere.
- Sandy (1972) – Sandy Denny
- The Academy in Peril (1972) – John Cale
- Mekanïk Destruktïw Kommandöh (1972–1973) – Magma
- Flying Teapot (1972–1973) – Gong
- Tubular Bells (September 1972 – März 1973) – Mike Oldfield
- Men Opening Umbrellas Ahead (1973) – Vivian Stanshall
- Double Diamond (1973) – If
- Legend (Mai 1973) – Henry Cow
- Faust IV (Juni 1973) – Faust
- Spring Suite (Juli 1973) – McKendree Spring
- October (1973) – Claire Hamill
- Phaedra (December 1973) – Tangerine Dream
- Dandruff (1974) – Ivor Cutler
- You (1974) – Gong
- Unrest (1974) – Henry Cow
- Ghosts (Juli – September 1974) – Strawbs
- Slapp Happy (1974) – Slapp Happy
- Desperate Straights (1975) – Slapp Happy/Henry Cow
- In Praise of Learning (1975) – Slapp Happy/Henry Cow
- Local Lads Make Good (1975) – Supercharge
- Rubycon (1975) – Tangerine Dream
- Deep Cuts (1976) – Strawbs
- Bloodletting (1976) – Boxer
- A Day at the Races (1976) – Queen
- White Music (Oktober 1977) – XTC
- Gene Simmons (April 1978) – Gene Simmons
- Pay It in Metal/Pain Killer (Juni 1978) – Krokus
- Frenzy (November – Dezember 1978) – Split Enz
- Metal Box (Juni–Juli 1979) – Public Image Ltd.
- Present Tense (Juli–August 1979) – Shoes
- Metro Music (August 1979) – Martha and the Muffins
- Cast of Thousands (November 1979) – The Adverts
- Towers of London (Single) (Juli 1980) – XTC
- Flowers of Romance (Oktober 1980) – Public Image Ltd.
- Strada facendo(1980/81) – Claudio Baglioni
- The Nature of the Beast (1981) – April Wine
- La Folie (Juli–September 1981) – The Stranglers
- English Settlement (Oktober – November 1981) – XTC
- All Fall Down (March 1982) – The Sound
- Mummer (September – Dezember 1982) – XTC
- Head First (Januar – März 1983) – Uriah Heep
- Born Again (Mitte 1983) – Black Sabbath
- The Swing (1984) – INXS
- La vita è adesso (1985) – Claudio Baglioni
- Power Windows (1985) – Rush
- Electric (Sommer 1986) – The Cult
- Gone to Earth (September 1986) – David Sylvian
- Wild in the Streets (1987) – Helix
- Hold Your Fire (1987) – Rush
- All About Eve (Sommer 1987) – All About Eve
- Once Around the World (1987) – It Bites
- Thunder and Consolation (1988) – New Model Army
- Trash the Planet (1989) – Spy vs Spy
- Wish (September 1991 – Februar 1992) – The Cure
- The Ethereal Mirror (1993) – Cathedral
- Grand Prix (September – Oktober 1994) – Teenage Fanclub
- Carnival of Light (1994) – Ride
- No Need to Argue (1994) – The Cranberries
- The Bends (1995) – Radiohead
- All Change (1995) – Cast